# Forodwaith
En el universo imaginario de J. R. R. Tolkien y en los apéndices de la novela El Señor de los Anillos, Forodwaith es una enorme región del norte de la Tierra Media. Su duro clima fue impuesto por Morgoth y continuado por Sauron.
Después de la Guerra de la Cólera y de la partición del mundo esta región empezó a ser conocida como Forochel debido a la bahía de hielo con ese mismo nombre ubicada en el extremo norte del territorio. 
A sus habitantes después se les llamó los Lossoth. Eran gente sencilla, capaces de construir trineos con huesos de animales. Allí huyó Arvedui, último rey de Arthedain, y allí se hundió el barco que le iba a llevar de vuelta al sur, perdiéndose de esa manera las dos Palantiri del norte (la de Annúminas y la de Amon Sûl).